# 은해성
은해성(1993년 7월 11일 ~ )은 대한민국의 배우이다.

## 학력
- 중앙대학교 연극영화학과

## 출연

### 영화
- 《관계의 가나다에 있는 우리는》 (2021년) - 박민규 역
- 《마이보이》 (2017년) - 은구 역

### 드라마
- 《7인의 탈출 시즌2》(2024년, SBS) - 한경수 역
- 《7인의 탈출》(2023년, SBS) - 한경수 역
- 《치얼업》 (2022년, SBS) - 이재혁 역
- 《화양연화 - 삶이 꽃이 되는 순간》 (2020년, tvN) - 과거 동진 역
- 《보이스 2》 (2018년, OCN) - 강솔 역
- 《끝까지 사랑》 (2018년, KBS2) - 케이 역
- 《차이니즈봉봉》 (2018년, 웹드라마) - 영탁 역
- 《복수노트》 (2017년, 웹드라마) - 진범기 역
- 《아이돌 권한대행》 (2017년, 웹드라마) - 해성 역

### 연극
- 《플레이 위드 햄릿》
- 《햄릿 읽기 좋은 날》
- 《킬롤로지》
- 《형제의 밤》

## 음반
서프라이즈 U
- 《I DO》 (2017년)
- 《트레니즈 OST》 (2017년)